# Grassprietjes
Grassprietjes (Liederen op het gebied van Deugd, Godsvrucht en Vaderland) is een bundel gedichten uit 1885, die op naam staat van ‘Cornelis Paradijs, oud-makelaar in granen’.  Achter dat pseudoniem ging Frederik van Eeden schuil. De gedichten zijn allemaal parodieën op de huiselijke, vaderlandslievende en vrome poëzie, die populair was in de jaren 1820-1880, maar bij Van Eeden en de literaire stroming waartoe hij behoorde, de Tachtigers, op minachting en spotlust stuitte. De drie belangrijkste slachtoffers waren Nicolaas Beets, Jan Jakob Lodewijk ten Kate en Hendrik Tollens. Beets en Ten Kate waren op het moment van publicatie nog actief, Tollens was in 1856 overleden.

## Drukgeschiedenis
Het boek verscheen voor het eerst in 1885 bij uitgeverij W. Versluys te Amsterdam. Versluys was ook de uitgever van De Nieuwe Gids, het orgaan van de Tachtigers. Het was voorzien van een ‘Open brief aan den schrijver’ door P.A. Saaije Azn., die zich afzet juist tegen De Nieuwe Gids, en een voorrede van Sebastiaan Slaap. Achter P.A. Saaije ging Arnold Aletrino schuil, een studievriend van Van Eeden. Sebastiaan Slaap was Willem Kloos.
In 1887 verscheen een tweede druk, uitgebreid met twee nieuwe gedichten, ‘Ontevredenen’ en ‘O Tempora!’, en voorzien van een kort ‘Voorbericht voor den 2en druk’. In 1905 verscheen een derde, in 1916 een vierde en in 1929 een vijfde druk. Hoewel op de kaft steevast stond ‘3e (4e, 5e) vermeerderde en verbeterde druk’, waren alle drie deze drukken identiek aan de tweede.
In 1967 vervaardigde G.A. van Oorschot een fotomechanische herdruk naar de derde druk, die in 1976 vrijwel ongewijzigd werd herdrukt. Het woord ‘vrijwel’ heeft betrekking op het jaartal 1967, dat in 1976 geheel werd weggelaten. Op basis van een van deze edities is een pirateneditie vervaardigd zonder vermelding van plaats, jaar en uitgever.
In 1984 gaf Em. Querido's Uitgeverij een nieuwe editie van het boek uit, de eerste die voorzien was van een commentaar, van de hand van Bernt Luger.
In 1985, honderd jaar na de eerste druk, verscheen bij Uitgeverij C.J. Aarts als jubileumeditie een fotomechanische herdruk van de eerste druk, voorzien van een nawoord door een zekere L. Nijland (Lieven Nijland was overigens een van de pseudoniemen van Frederik van Eeden).
Een keuze uit de gedichten is terug te vinden in een groot aantal bloemlezingen, een grote selectie bijvoorbeeld in de Prismapocket Nederlandse nonsens op rijm (zonder jaartal, maar verschenen in 1953).

## De inhoud in vogelvlucht
In een ‘Aanhef’ ontvouwt de dichter zijn intenties:
Dus zal ik zingen, naar mijn hartsbegeeren,
Van eigen huis en haard,
En in ootmoedigheid den Schepper eeren,
Naar vaderlandschen aard.
De overige gedichten zijn onderverdeeld in vier afdelingen:
- Een tuiltje poëzie voor het huisgezin
- Versche lauwerblaadjes om de hoofden van Neêrlands dichterhelden
- Predikanten-lied (Hulde aan onzen geestelijken stand)
- Mengelpoëzie

### Een tuiltje poëzie voor het huisgezin
De afdeling ‘Een tuiltje poëzie voor het huisgezin’ biedt 21 huiselijke gedichten over het gezinsleven van Cornelis Paradijs, geïnspireerd op Tollens en de dominee-dichters. Cornelis dingt naar de hand van Truitje:
Ik wijd een lief, aanvallig kind
Mijn zangen en mijn tranen –
Haar wiegje stond in Purmerend,
Haar vader doet in granen.
De dichter geeft zich zelfs even bloot:
Die oogen zijn mijn paradijs,
Mijn voorsmaak van het Eden
Hij vraagt Truitje ten huwelijk en zij zegt ja. Ter bezegeling van hun liefde geeft hij haar twaalf geborduurde zakdoeken ten geschenke:
Echte deemoed zij uw deel,
Als ge er u in snuit.
Even lijkt een medeminnaar op te duiken, maar dat blijkt op een misverstand te berusten. De dichter gaat met zijn Truitje een middagje roeien. Na de bruiloft wordt zij spoedig zwanger en baart hem een zoon, Jantje. Met lied XIV, ‘Moeder bij de wieg’, is iets bijzonders aan de hand. Het is vrijwel woordelijk overgenomen van Tollens’ vertaling van het gedicht Die Mutter an der Wiege van Matthias Claudius uit 1832. Het belangrijkste verschil is de titel; bij Tollens heet het ‘Wiegeliedje’.  Verder is ‘mijn jongen’ bij Paradijs vervangen door ‘mijn Jantje’. De overeenkomst moet ook anderen opgevallen zijn, want in het ‘Voorbericht voor den 2en druk’ schrijft Cornelis Paradijs: ‘Men heeft mij verweten, dat het gedichtje: "Moeder bij de wieg" door mij aan een vertaling van Tollens zou zijn ontleend. (...) Wie mij echter daarom van plagiaat beschuldigt, toont eenvoudig geen besef te hebben van de verwantschap tusschen dichterzielen.’
In de eerste druk van de eerdergenoemde bloemlezing Nederlandse nonsens op rijm was trouwens de versie van Tollens opgenomen in plaats van die van Cornelis Paradijs. In de tweede druk werd dit rechtgezet.
Vader en moeder genieten van hun eerste kind, hoewel problemen hun niet bespaard blijven:
Hij, die ons allen heeft gewrocht,
Zoo wijs en goedertieren,
Hij heeft ons ditmaal zwaar bezocht;
Ons Jantje lijdt aan klieren.
Jantje wordt ingeënt tegen pokken en er komen meer kinderen. De tiende zwangerschap wordt afgesloten met een miskraam. In het laatste gedicht, ‘Het middagmaal’, beschrijft de dichter hoe hij, na op kantoor zijn dagtaak te hebben volbracht, met zijn familie geniet van de warme maaltijd. Eén keer is er iets niet goed gegaan: ‘De soep! de soep was aangebrand!’ Maar hij besluit de soep manmoedig op te eten, want:
De Heer die onze nieren proeft,
Weet ook wel wat de mensch behoeft!

### Versche lauwerblaadjes om de hoofden van Neêrlands dichterhelden
In deze afdeling worden vier ‘lang erkende muzenzonen’, ‘die daar in glorie zitten, hoog op Neêrlands Helicon’, nog eens in het zonnetje gezet:
- Jacob Cats:

Waar is uw weêrga, zoet poëet,
Die Hollands taal als honig kneedt,
Verheven fenomeen?
Welk land, welk volk, op heel deez' aard,
Heeft ooit een tweeden Cats gebaard?
Dat kon ons land alleen.
- Jan Jakob Lodewijk ten Kate:

Ten Kate! Ten Kate!
O koning der cantate!
Die hupp'lend in het priesterkleed,
Den lusthof onzer taal betreedt,
De schoonste bloemen plukkend, menglend,
Met bonten zwier ze strikkend, strenglend,
Verenglend 's levens duistre sfeer,
Ons minzaam dichtend naar den Heer!
O, J.J.L. ten Kate,
Wie zou u kunnen haten?
- Nicolaas Beets:

O Beets, wat zijt gij groot!
Als God het niet verbood,
Dan zou ik u aanbidden...
Nu laat ik dat in 't midden:
Toch val ik voor u neêr
En breng u lof en eer:
Wat is uw muze rijk...
En dichterlijk!
- Hendrik Tollens:[5]

Tril cither! dichtvuur blaak! O gij, mijn lier, sta pal!
Klinkt! snaren van mijn hart, met daav'rend woordgeschal,
Sterk, God! mijn luide stem die door de hallefronden
Den lof van Hollands dichters gaat verkonden;
Wat snoeft ge, o Brit! wat stoft ge, o wufte Gal!
Met brommend snorken en verblind gebral,
Op uwen dichterroem en dichterkoren!
Als waar bij ons geen Tollens ooit geboren?
Wat pocht ge, o Albion, op Shakespeare of op Byron,
Alsof soms Tollens 't niet veel mooier nog dan zij kon.
Richt eereteekens op, gaat monumenten bouwen,
Wij hebben Tollens óók in marmer uitgehouwen!
.......................
.......................¹
¹ Deze lofzang op Tollens beslaat 1200 verzen. Wij geven hier alleen den aanhef; het vervolg in eventueel volgende bundels.

### Predikanten-lied (Hulde aan onzen geestelijken stand)
In 42 kwatrijnen zingt Paradijs de lof van de dichter-dominees, die zo’n belangrijke rol speelden in de 19e-eeuwse letterkunde: ‘Hoe gezegend in ons land Is het vak van Predikant!’ God bemint predikanten, ‘daarom neemt men, dat is klaar, zooveel dichters bij hen waar.’:
Ik ben handelaar in graan, –
Met mijn dichten wil 't wel gaan:
Toch – ware ik een dominé...
'k Wed dat ik het beter deê.
Daarna prijst Cornelis Paradijs Bernard ter Haar, Elias Annes Borger en natuurlijk Nicolaas Beets:
Maar van allen toch de baas
Is de groote Nicolaas; –
Wat heeft hij niet saâmgedicht!
Hoeveel harten niet gesticht!
Goethe met Homerus samen
Kunnen nooit zijn roem beschamen:
Want hij heeft wat hun ontbrak:
Echte vroomheid... door zijn vak.
Nog even wordt Petrus Augustus de Génestet genoemd, en dan wijst Cornelis Paradijs erop dat ook de ex-dominees Johannes van Vloten (een jaar later zou Van Eeden trouwen met diens dochter Martha) en Conrad Busken Huet zijn blijven schrijven, al misten zij beiden natuurlijk wel ‘'t heilig vuur der poëzij’. Dan volgt de beroemdste passage uit het gedicht:
Maar, Goddank! zingt nu cantaten...
Daar komt J.J.L. ten Kate!
Dankt den Heer met snarenspel
Voor ten Kate, J.J.L.
Na enige gemaakte verontwaardiging over de critici van deze ‘eigen lijfpoëet des Heeren’ stelt Cornelis Paradijs voor een gezamenlijk standbeeld op te richten voor Ten Kate en Eliza Laurillard.
Paradijs stapt nu over op Marie Adrien Perk (de vader van Jacques), die zich zelfs met het theater bemoeit, en constateert vervolgens dat ook priesters van het verkeerde geloof, katholieken als Herman Schaepman en de (inmiddels geheel vergeten) dichtende pastoor Jan Willem Brouwers (1831-1893), kunnen dichten. Zelf verkiest hij echter de doopsgezinde predikant Jeronimo de Vries.
Cornelis Paradijs vermaant Hendrik de Veer, die oorspronkelijk predikant was, maar na enige omzwervingen hoofdredacteur van het Nieuws van den Dag is geworden, het domineesambt weer op te nemen:
Kranten, politiek, en zoo,
Laat dat over aan De Koo,
Die, te ver reeds afgedwaald,
Tóch den hemel niet meer haalt...
Verder reikt uw vleugelslag
Dan de Nieuwtjes van den Dag...
Keer de Veer! o keer, ai keer
Tot den dienst des Heeren weêr!
Abraham Kuyper wordt ook gekapitteld omdat hij zo polemiseert en zich met politiek inlaat:
Laat dat schrijven bits en fel,
't IJdele professorspel!
Wellicht dan de Heer u gunt,
Dat ge verzen maken kunt.
Nadat Paradijs zich heeft verwonderd dat zelfs een compleet verdoolde als Allard Pierson af en toe nog acceptabele verzen kan maken, roept hij de dominees op om toch vooral te blijven schrijven, want:
Zeeg'nend, zeeg'nend rust Gods hand
Op 't bedrijf van Predikant!

### Mengelpoëzie
De afdeling ‘Mengelpoëzie’ bestaat uit negen gedichten, waarvan er twee pas in de tweede druk zijn toegevoegd:
- ‘Atheisten’: een tirade tegen ‘het reuk'loos vloekgespan dat U ontkent, o Heer’.
- ‘Aan de naturalisten’: de dichter zou zijn citer niet inruilen voor Majorca's zee-koralen, India's parelvangst, Potosië’s erts of Mexico’s metalen.
- ‘Het dichten’: dichten is ‘geen ontspanning of vermaak’, maar ‘uit vol gemoed storten zijn gedachtenvloed, als een breeden waterval, in zoetvloeiend woordgeschal.’
- ‘Nederland’: een patriottisch lied:

O, Neêrland! u wijd ik mijn zang, mijn lied, mijn leven,
Mijn wensch is slechts, voor u op 't bed van eer te sneven,
Bescherm, o Neerlands God! ons land en vorstenhuis,
En sla des vijands heer met sterke hand tot gruis.
- ‘Bekentenis’: de dichter voelt 's avonds na het eten ‘een dichtgloed in mijn aad'ren klimmen’ en laat de lof van de Heer horen in vrome poëzie.
- ‘Ontevredenen’: een oproep aan alle ontevredenen om het klagen te staken en gelukkig te zijn met wat God hun toebedeelt. Dit gedicht was pas in de tweede druk toegevoegd.
- ‘Het gevallen meisje’: de lezer moet beseffen dat een man haar in deze toestand gebracht heeft. Bernt Luger laat zien dat dit gedicht geïnspireerd is door een gedicht van de (inmiddels vergeten) poëet Herman Cosman (1862-1921).[6]
- ‘Een dolende gids’: een tirade tegen De Nieuwe Gids, ‘die spot met dicht- en zedewetten, en leeft van ontucht en sonnetten!’
- ‘O tempora!’: een tirade tegen de jongste generatie literatoren, die afbrekende kritiek levert op de voorgaande generaties:

Dit jong geslacht zou, als het kon,
Den blanken, marm'ren pantalon
Van Tollens zelf bevuilen!
(Tollens heeft immers een standbeeld in Rotterdam.) Ook Cornelis Paradijs voelt zich hun slachtoffer: ‘En nu durft mij dat addrenbroed een grappenmaker heeten!’ De laatste regel luidt berustend: ‘Komt! laat ons nu maar zwijgen!’
Ook dit gedicht is in de tweede druk toegevoegd.

## Ontvangst van de bundel
Hoewel Daan de Lange, de samensteller van Nederlandse nonsens op rijm, beweert dat ‘niet-ingewijden er invlogen en de huiselijke poëzie van Cornelis Paradijs voor zoete koek slikten,’ komt Bernt Luger tot een andere conclusie. Daarvoor was het verband Paradijs/Van Eeden te gemakkelijk te leggen en was het te opvallend dat de uitgever W. Versluys ook De Nieuwe Gids uitgaf. Uit de beknopte bloemlezing van commentaren die Luger geeft, blijkt dat de recensenten de grap door hadden en meestal ook konden waarderen. Jan C. de Vos in De Lantaarn vond alleen ‘Een dolende gids’ minder geslaagd: ‘Dit is geen satire; dit is, in aanmerking genomen, wat tot heden geleverd werd in De Nieuwe Gids, behoudens een enkele uitzondering, de waarheid. Maar wie zal het Cornelis Paradijs euvel duiden, dat hij blind is tegenover Frederik van Eeden c.s.?’ De bundel inspireerde Anthony Winkler Prins in De Portefeuille zelfs tot een eigen ‘Grassprietje’:
Vrome zanger van de Sprietjes,
Versch ontloken aan de vlietjes
Van ons dierbaar Nederland,
'k Vlecht ijlhoofdig op mijn knietjes
Kransen van vergeet-mij-nietjes,
Als ge voor uw keur van liedjes
't Zilver van uw snaren spant.
De bundel Grassprietjes werd in 1902 nagevolgd in een bundeltje met de titel Boterbloempjes of Liederen op het gebied van Kolonisatie naar Bussum, Blarikum, Lunteren en wat dies meer zij, door Jantje Paradijs, Corneliszoon, Maatschappijredder. Achter Jantje Paradijs ging Louis Maximiliaan Hermans schuil. Met ‘kolonisatie’ doelde hij op experimenten met communes als het door Van Eeden gestichte Walden, waar hij niets in zag.